# Modrak (ptak)

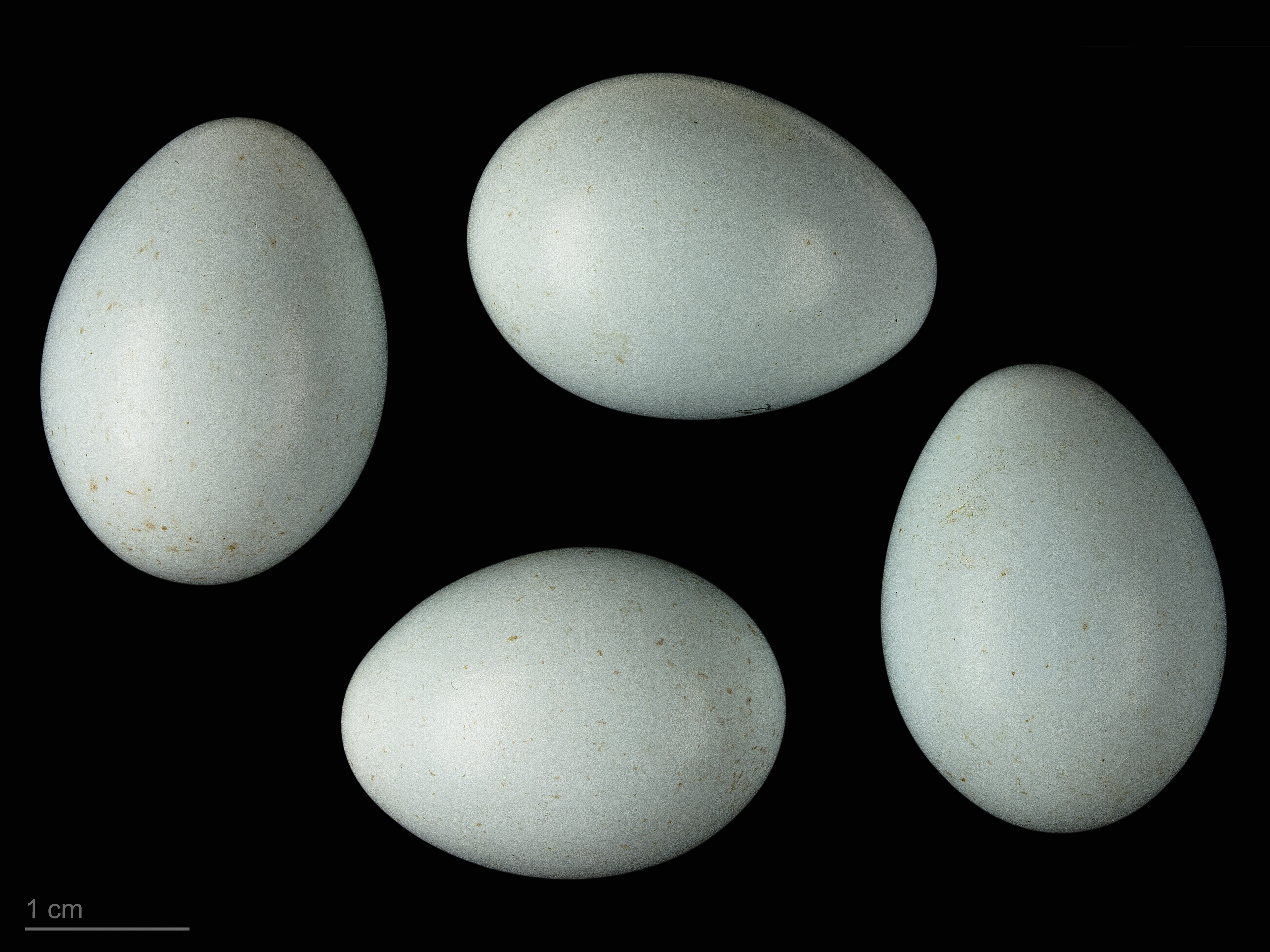
Monticola solitarius solitarius

Modrak, modrak śródziemnomorski (Monticola solitarius) – gatunek ptaka z rodziny muchołówkowatych (Muscicapidae). Zamieszkuje południową i wschodnią Eurazję oraz północną Afrykę. Nie jest zagrożony.

## Systematyka
Po raz pierwszy zgodnie z zasadami nazewnictwa binominalnego gatunek ten opisał w 1758 roku Karol Linneusz w 10. edycji Systema Naturae. Autor nadał mu nazwę Turdus solitarius. Jako miejsce typowe wskazał Orient (czyli kraje wschodnie), co później zmieniono na Włochy, gdyż stamtąd pochodził okaz opisany w cytowanej przez Linneusza wcześniejszej pracy Willughby’ego. Obecnie gatunek zaliczany jest do rodzaju Monticola.
Wyróżnia się pięć podgatunków. Niektórzy autorzy proponują podział taksonomiczny Monticola solitarius i wyodrębnienie wschodnich podgatunków (philippensis, pandoo i madoci) do osobnego gatunku Monticola philippensis.

## Zasięg występowania
Modrak występuje w zależności od podgatunku:
- Monticola solitarius solitarius – modrak śródziemnomorski[5] – północno-zachodnia Afryka, południowo-zachodnia i południowo-środkowa Europa, północna Turcja do Gruzji i Azerbejdżanu.
- Monticola solitarius longirostris – Grecja i zachodnia oraz południowa Turcja i Lewant na wschód do północno-zachodnich Himalajów.
- Monticola solitarius pandoo – środkowe Himalaje do wschodnich Chin i północno-zachodniego Wietnamu.
- Monticola solitarius philippensis – modrak rdzawobrzuchy[5] – wschodnia Mongolia do Sachalinu i Japonii, skrajnie północne Filipiny i północno-wschodnie Chiny.
- Monticola solitarius madoci – Półwysep Malajski i północna Sumatra.

W Polsce wyjątkowy gatunek lęgowy – odnotowano go na terenie kraju jedyny raz 11 VI 1947 roku w Tatrach. Nie jest zaliczany do awifauny krajowej.

## Morfologia
Długość ciała ok. 20 cm, rozpiętość skrzydeł 30–37 cm. Występuje wyraźny dymorfizm płciowy. Samiec w szacie godowej jest ciemnoniebieski z ciemnoszarymi skrzydłami, w szacie spoczynkowej skrzydła również są ciemne, ale jest granatowy. Samica z wierzchu jest szaro-ciemnobrązowa, skrzydła poza barkówkami są ciemnoszare, a głowa szaro-brązowa. Brzuch jest biało i brązowo łuskowany. U obu płci nogi i dziób są szare. Samica jest podobna do samicy nagórnika.

## Tryb życia
Jest płochliwy. Zamieszkuje skaliste wybrzeża, wąwozy. Żywi się owadami drobnymi zwierzętami, np. dżdżownicami i jaszczurkami. Lęgi odbywa w akwenie Morza Śródziemnego. Jego gniazdo jest położone w szczelinach skalnych, albo zagłębieniach murów. Samica składa 4–5 jaj.

## Status
IUCN uznaje modraka za gatunek najmniejszej troski (LC, Least Concern). Liczebność światowej populacji, wstępnie obliczona w oparciu o szacunki organizacji BirdLife International dla Europy z 2015 roku, mieści się w przedziale 1–4 milionów dorosłych osobników. Ze względu na brak dowodów na spadki liczebności bądź istotne zagrożenia dla gatunku BirdLife International uznaje trend liczebności populacji za prawdopodobnie stabilny.